# 三船毅
三船 毅（みふね つよし、1966年 - ）は、日本の政治学者。中央大学経済学部教授。

## 略歴
東京都出身。成蹊大学法学部政治学科卒業。慶應義塾大学大学院法学研究科政治学専攻修士課程修了、同博士課程単位取得満期退学。博士（法学）。
日本学術振興会特別研究員を経て、1998年愛知学泉大学コミュニティ政策学部講師、2006年准教授、2011年同大学現代マネジメント学部准教授。2012年中央大学経済学部教授。

## 著書

### 単著
- 『現代日本における政治参加意識の構造と変動』（慶應義塾大学出版会, 2008年）

### 分担執筆
- （中央大学経済研究所）『日本経済の再生と新たな国際関係』（中央大学出版部, 2016年）
- （宮野勝）『有権者・選挙・政治の基礎的研究』（中央大学出版部, 2016年）